# Harry Whittle
Harry Whittle (Reino Unido, 2 de mayo de 1922-11 de mayo de 1990) fue un atleta especializado en la prueba de 400 m vallas, en la que consiguió ser medallista de bronce europeo en 1950.

## Carrera deportiva
En el Campeonato Europeo de Atletismo de 1950 ganó la medalla de bronce en los 400 m vallas, llegando a meta en un tiempo de 52.7 segundos, tras el italiano Armando Filiput (oro con 54.9 s que fue récord de los campeonatos) y el soviético Yuriy Lituyev (plata con 52.4 s).